# William Beauclerk (10. książę St Albans)

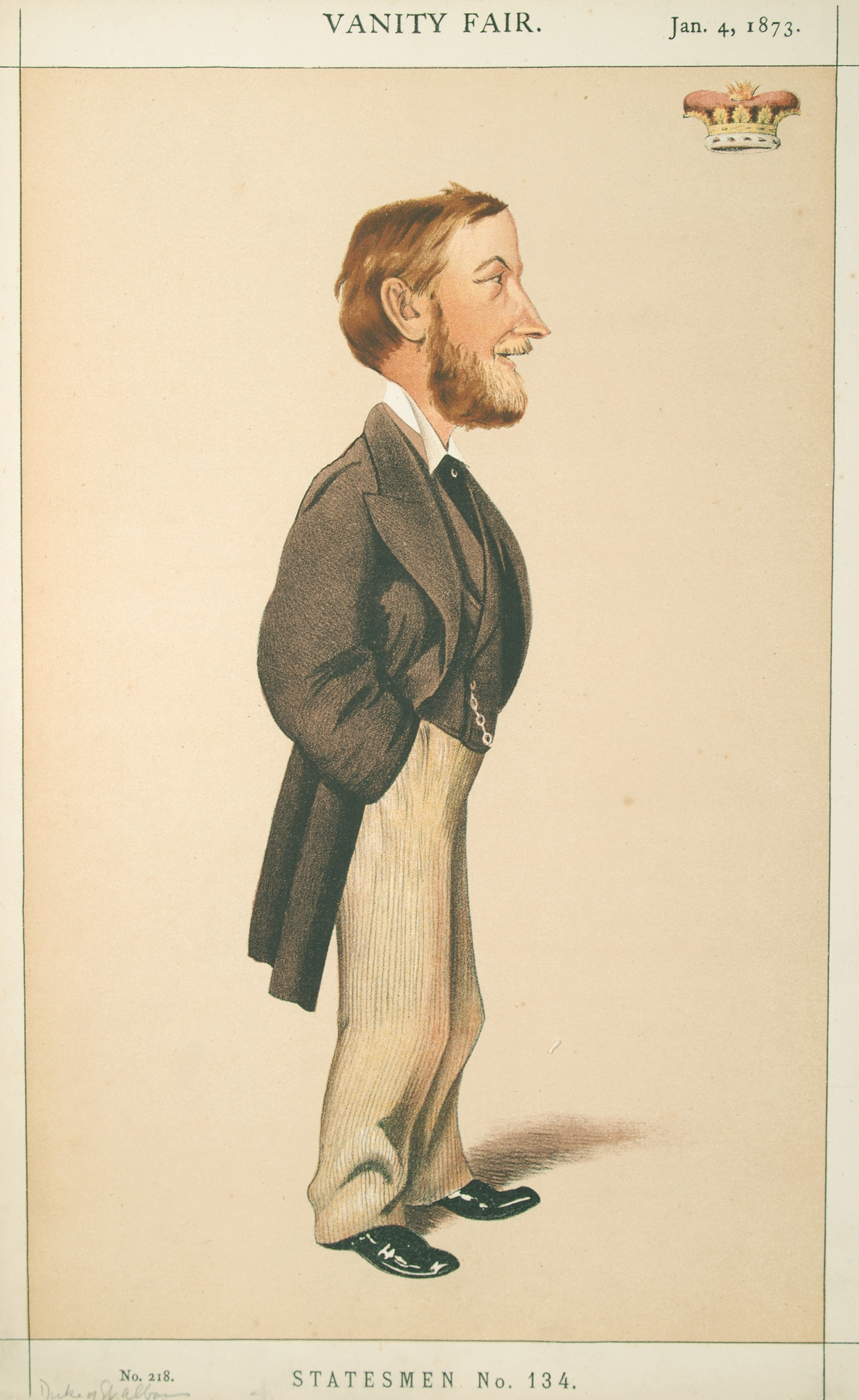
Jego Łaskawość Książę St Albans

William Ameleus Aubrey de Vere Beauclerk (ur. 15 kwietnia 1840 w Londynie, zm. 10 maja 1898) – brytyjski arystokrata, jedyny syn Williama Beauclerka, 9. księcia St Albans i Elisabeth Gubbins, córki generała-majora Josepha Gubbinsa.
Od urodzenia był tytułowany hrabią Burford. Wykształcenie odebrał w Eton College oraz w Trinity College na Uniwersytecie Cambridge . Tytuł księcia St Albans i przysługujące mu miejsce w Izbie Lordów odziedziczył po nagłej śmierci swojego ojca w wieku 9 lat. W 1880 r. został Lordem Namiestnikiem Nottinghamshire.
20 czerwca 1867 r. w Londynie, poślubił lady Sybil Mary Grey (28 listopada 1848 – 7 września 1871), córkę generała-porucznika Charlesa Greya (młodszego syna premiera Wielkiej Brytanii lorda Greya) i Caroline Farquhar, córki sir Thomasa Farquhara, 2. baroneta. William i Sybil mieli razem syna i dwie córki:
- Louise de Vere Beauclerk (12 kwietnia 1869 – 15 grudnia 1958), żona Geralda Lodera, 1. barona Wakehurst, miała dzieci
- Charles Victor Albert Aubrey de Vere Beauclerk (26 marca 1870 – 19 września 1934), 11. książę St Albans
- Sybil Evelyn de Vere Beauclerk (21 sierpnia 1871 – 20 września 1910), żona majora Williama Lascellesa, jej córka poślubiła 8. księcia Buccleuch

3 stycznia 1874 r. w Newtown Anner, poślubił Grace Bernal-Osborne (zm. 18 listopada 1926), córkę Ralpha Bernal-Osborne’a i Catherine Bernal-Osborne. William i Grace mieli razem dwóch synów i trzy córki:
- Osborne de Vere Beauclerk (16 października 1874 – 2 marca 1964), 12. książę St Albans
- Moyra de Vere Beauclerk (20 stycznia 1876 – 7 lutego 1942), żona Richarda Fredericka Cavendisha, miała dzieci
- Katherine de Vere Beauclerk (25 maja 1877 – 1 lutego 1958), żona Henry’ego Somerseta i generała-majora Williama Lambtona, miała dzieci z pierwszego małżeństwa, jednym z jej wnuków jest obecny książę Beaufort
- Alexandra de Vere Beauclerk (5 lipca 1878 – 16 kwietnia 1935)
- William Huddlestone de Vere Beauclerk (16 sierpnia 1883 – 25 grudnia 1954)

Książę St Albans zmarł w wieku 58 lat. Tytuł książęcy odziedziczył jego najstarszy syn.